# Papamobile

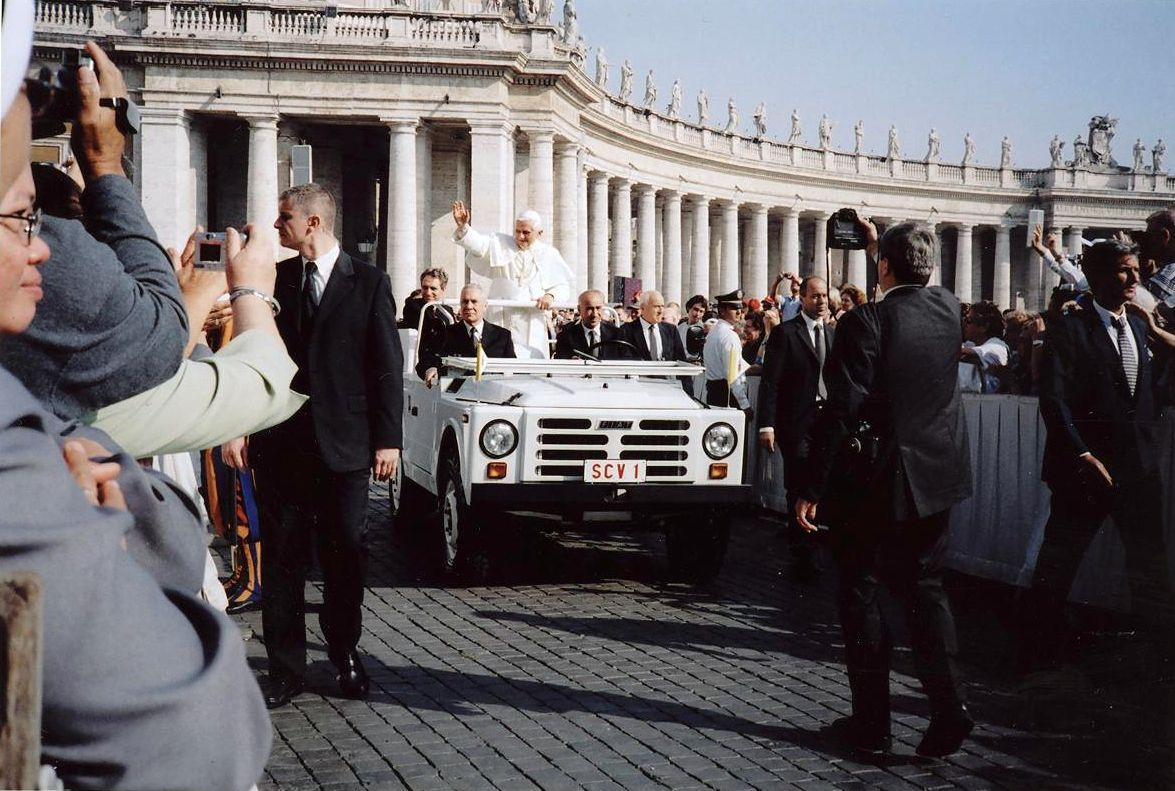
Papa Benedetto XVI a bordo della FIAT 1107 Nuova Campagnola, probabilmente la più famosa papa mobile, nel 2007

Papamobile è la denominazione corrente con la quale vengono indicati gli speciali autoveicoli appositamente realizzati per la mobilità del papa. Tutte le vetture utilizzate dal papa hanno attualmente la targa SCV 1 (Stato della Città del Vaticano - veicolo numero 1).
Spesso la denominazione papamobile viene utilizzata in riferimento a tutte le vetture papali, ma, ad essere più corretti, essa si riferisce solo alle vetture bianche utilizzate dal papa durante occasioni ufficiali; risultano pertanto escluse da questa dicitura le vetture donate ai pontefici, ma di cui non si servono concretamente, e le berline di rappresentanza. In questa voce sono trattate tutte queste tipologie di veicolo, ma vengono utilizzate diciture distinte.

## Storia
(Reginald Foster, latinista)

### Il contesto storico
Negli anni in cui l'automobile iniziava a diffondersi, era nel suo vivo la questione romana, che vedeva i papi a partire da Pio IX in conflitto con lo Stato Italiano a seguito della presa di Roma, avvenuta nel 1870. Fino ai Patti lateranensi, che sancirono il reciproco riconoscimento tra il Regno d'Italia e la Santa Sede, con la nascita dello Stato della Città del Vaticano, i papi restarono prigionieri volontari all'interno delle mura vaticane. Pertanto, non sussisteva alcuna necessità di utilizzo del nuovo mezzo di locomozione da parte dei pontefici, che si spostavano nei giardini a bordo di tradizionali carrozze.

### Il papa adotta l'auto mobile

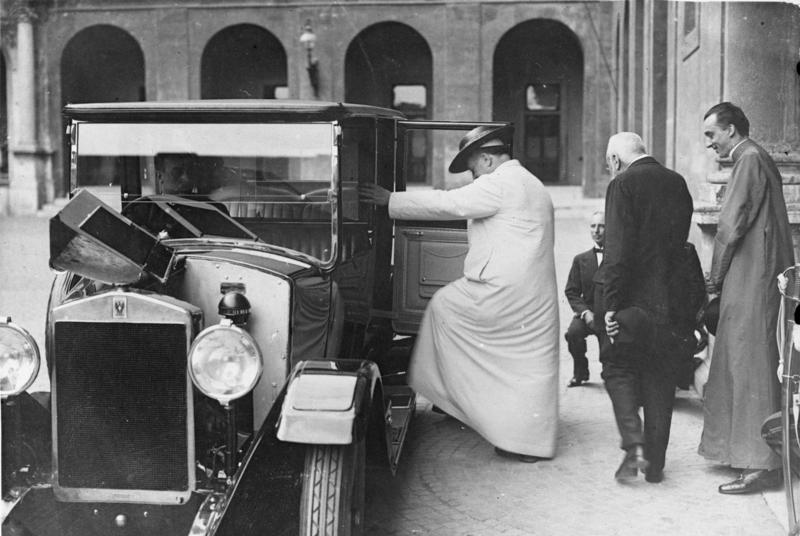
Cortile di San Damaso in Vaticano, settembre 1926. Papa Pio XI sale a bordo della Bianchi Tipo 20, appena ricevuta in dono

La prima vettura del papa risale al 1909 ed era una Itala 20/30, regalata a papa Pio X dall'arcivescovo di New York. Il pontefice, tuttavia, non se ne servì mai per i propri spostamenti, avverso com'era all'utilizzo degli autoveicoli a motore. Neppure papa Benedetto XV si servì mai di automobili.
Perché un papa utilizzasse il nuovo mezzo di locomozione fu necessario attendere l'ascesa al soglio pontificio di papa Pio XI, più sensibile alle nuove tecnologie. La sua prima vettura fu una Bianchi Tipo 15 che gli fu donata dall'Associazione delle Donne Cattoliche dell'Arcidiocesi di Milano nel 1925. A questa seguì una Tipo 20 regalata nel 1926 al pontefice direttamente dalla Bianchi. A queste due vetture ne succedettero diverse altre, in una vera e propria gara fra le case automobilistiche per aggiudicarsi il ruolo di fornitore pontificio di autoveicoli, cui il primo fu la Mercedes-Benz: la prima vettura papale della casa tedesca fu una 460 Nürburg limousine a passo lungo, prima di una lunga serie di Mercedes papali, che perdura ancora oggi (vedi Le papamobili attualmente in servizio). La vettura, a differenza di tutte le altre, che furono dei doni al pontefice, venne acquistata, sintomo del prestigio riconosciuto alla casa della stella a tre punte. La preferita di Pio XI, tuttavia, non era una Mercedes, ma una Graham-Paige 837: il papa, infatti, scelse proprio quest'auto per recarsi a celebrare la messa nella basilica di San Giovanni in Laterano, un atto simbolico che rompeva la prigionia volontaria dei pontefici all'interno del Vaticano.
Dal 31 gennaio 1930, quando venne promulgato il Regolamento per la circolazione degli autoveicoli che istituiva il Registro veicoli vaticano, le auto dei pontefici vennero dotate di targhe: fino a quel momento, infatti, quasi tutte non ne erano provviste; si sa con certezza, però, che la Bianchi Tipo 15 era immatricolata con la targa diplomatica italiana CD 404. Le targhe riservate alle vetture dei pontefici (il cosiddetto Garage pontificio dell'Autoparco Vaticano) andavano dalla SCV 2 alla SCV 9, mentre la SCV 1 veniva applicata loro solo nel momento in cui il papa doveva servirsene. Questa pratica, col tempo, è andata perduta e le berline pontificie hanno iniziato a portare stabilmente la targa SCV 1. Diversamente sarebbe andata con la nascita della papamobile.

### La papamobile sostituisce la sedia gestatoria

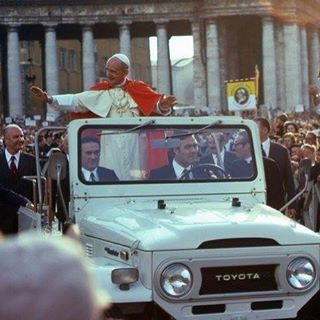
Papa Paolo VI sulla Toyota Land Cruiser, targata SCV 2, utilizzata anche da papa Giovanni Paolo II

Papa Paolo VI iniziò, specie nel corso dei suoi viaggi internazionali, a non servirsi esclusivamente della tradizionale berlina di rappresentanza: spesso, infatti, si spostava a bordo di fuoristrada scoperti e autocarri, che permettevano una maggiore visibilità della sua persona da parte dei fedeli. Inoltre, a partire dal 1975, in alcune occasioni si mostrò in piazza San Pietro a bordo di una Toyota Land Cruiser, utilizzata per la prima volta in occasione delle celebrazioni per il Giubileo. Per le grandi liturgie, invece, rimaneva in uso l'antica sedia gestatoria, sebbene privata del suo tradizionale seguito. Papa Giovanni Paolo I era intenzionato ad abolire del tutto l'utilizzo della lettiga papale: avendo però riscontrato (al pari del predecessore) il problema della propria visibilità da parte dei fedeli, fu costretto a reintrodurla. Il suo successore Giovanni Paolo II scelse invece di andare fino in fondo nella dismissione della sedia gestatoria in favore dell'automobile, presto ribattezzata papamobile (termine tuttavia non gradito a papa Wojtyła, che lo considerava poco decoroso): la prima auto a svolgere questo ruolo fu proprio la Land Cruiser di papa Montini, che era stata targata SCV 2, riprendendo l'uso di assegnare alle vetture papali le targhe con numeri dal 2 al 9, quasi a sottolineare una diversa dignità della papamobile rispetto alla berlina di rappresentanza, che invece ormai portava stabilmente la targa numero 1.
Alla Toyota si affiancò, a partire dal 1980, una FIAT 1107 Nuova Campagnola, targata SCV 3 (vedi sezione dedicata).
Nei viaggi internazionali del papa, invece, si instaurò l'usanza che fosse il paese ospitante a fornire un veicolo al pontefice. In queste occasioni il ruolo di papamobile è stato spesso ricoperto da autobus e autocarri modificati per l'occasione.

### La papamobile dopo l'attentato a Giovanni Paolo II

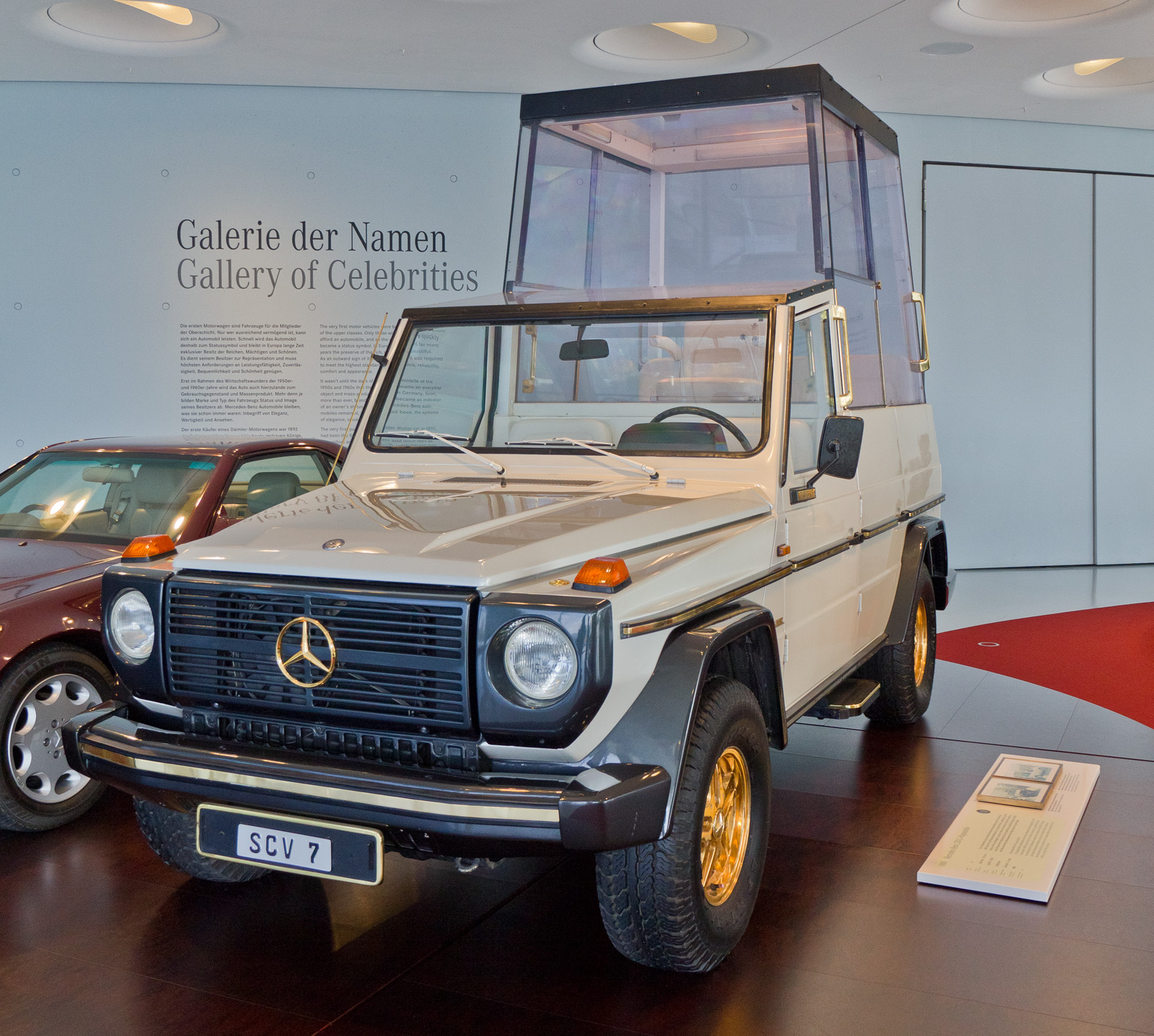
La papamobile Mercedes-Benz 230 G, targata SCV 7, utilizzata da Giovanni Paolo II.

La storia della papamobile era però destinata a cambiare in seguito all'attentato a Giovanni Paolo II del 13 maggio 1981; in quell'occasione il papa si trovava a bordo della Campagnola. Questo evento tragico mise in evidenza l'inadeguatezza delle misure di sicurezza adottate per proteggere il papa, imponendo una revisione del concetto di papamobile: per le uscite fuori dal Vaticano, ove non fosse possibile regolare l'afflusso dei pellegrini e perquisirli con i metal detector, il papa ha iniziato a servirsi stabilmente di una vettura blindata, con una cabina posteriore realizzata in vetro antiproiettile. Su questo modello sono state allestite diverse vetture nel corso degli anni. In particolare, in questo periodo le papamobili "ufficiali" per le uscite fuori dal Vaticano sono state una Mercedes-Benz 230 G e una Land Rover 110. Nel corso dei viaggi internazionali queste vetture sono state spesso rimpiazzate da veicoli allestiti appositamente dai paesi ospitanti (vedi sezione dedicata).
Per gli eventi in piazza San Pietro, essendo stato introdotto il prefiltraggio del pubblico e l'uso dei metal detector, non era necessaria la blindatura, per cui il papa ha continuato a servirsi della Fiat Campagnola.
Nel 2002 la Mercedes 230 G e la Land Rover 110 sono state sostituite da una Mercedes-Benz ML 430 realizzata per Mercedes-Benz dalla carrozzeria torinese Stola e in servizio fino al 2012.

### Le berline pontificie nel pontificato di papa Francesco

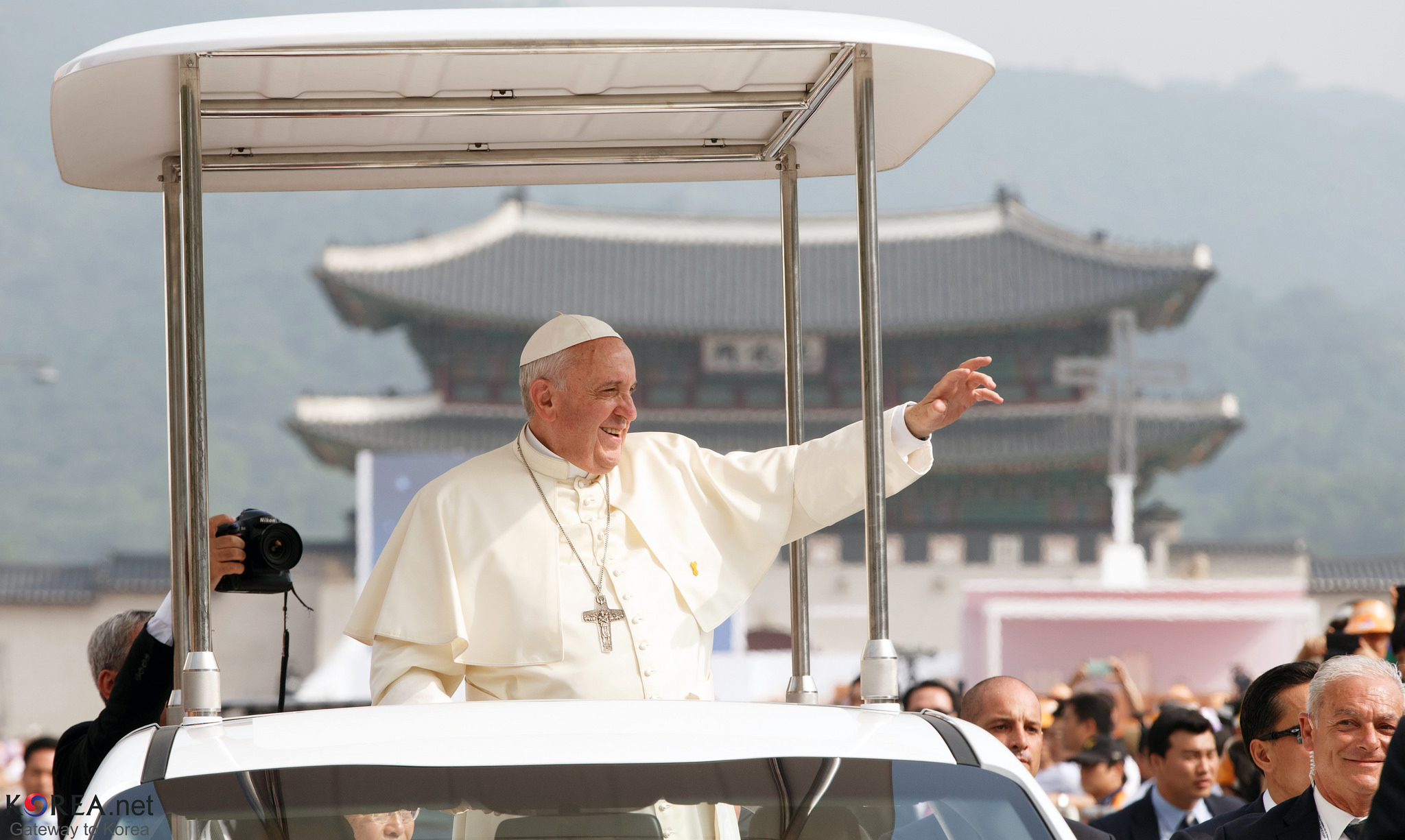
Papa Francesco in papamobile durante il viaggio apostolico in Corea del Sud nel 2014

Con l'avvento di papa Benedetto XVI non ci sono stati significativi cambiamenti nei garage vaticani. Non così è stato con il successore, papa Francesco. Sin dai primissimi giorni il nuovo papa ha manifestato la volontà di non servirsi delle tradizionali berline di rappresentanza, sostituite, in un primo momento, da una Volkswagen Phaeton di serie (ovvero senza emblemi né trono papale). Anche la berlina Volkswagen, tuttavia, è stata presto sostituita da una ben più modesta Ford Focus seconda serie. Il 7 settembre 2013 un presbitero veronese, don Renzo Zocca, ha regalato al papa una Renault 4 del 1984 targata VR779684. Successivamente, per i suoi spostamenti in Italia e all'estero in cui non era previsto il contatto con i fedeli, papa Francesco ha utilizzato una Fiat 500L bianca.
Inoltre papa Francesco decise fin da subito di non utilizzare la vettura blindata per i suoi viaggi internazionali, sostituendola con semplici vetture scoperte simili a quella utilizzata in piazza San Pietro.

## Le papamobili attualmente in servizio
Oggi il papa si serve principalmente di due papamobili:
- Mercedes-Benz G 580 EQ torpedo, entrata in servizio a dicembre 2024, la prima papamobile elettrica, utilizzata soprattutto per gli eventi in piazza San Pietro (dotata di copertura in vetro per il papa, applicabile all'occorrenza).
- Mercedes-Benz M 500 4matic blindata, con carta di circolazione blu numero 6.224, entrata in servizio l'8 dicembre 2012[14], destinata agli spostamenti pubblici fuori dal Vaticano (mai utilizzata da papa Francesco). La targa delle auto del papa: SCV 1.

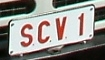
La targa delle auto del papa: SCV 1.

A partire dal giugno del 2002 la pratica di assegnare alle papamobili le targhe dalla SCV 2 alla SCV 9 è cessata, secondo il principio che qualsiasi auto utilizzata dal papa debba avere come numero di targa la sigla SCV 1. La prima papamobile ad essere immatricolata con questa targa è stata la Mercedes-Benz ML 430, entrata in servizio proprio nel giugno 2002. Nel caso in cui il papa debba servirsi di una vettura che non fa parte del parco veicoli vaticano, a questa viene applicata una coppia di targhe SCV 1 che sono depositate presso gli uffici di motorizzazione del Vaticano per essere utilizzate qualora si presentasse questa evenienza.
Normalmente per le grandi occasioni pubbliche il protocollo prevede l'utilizzo della papamobile blindata ufficiale. Questa viene imbarcata su aerei cargo o su appositi camion per essere trasportata prima dell'arrivo del papa sul luogo della visita. Esistono tuttavia delle altre papamobili utilizzate durante le visite oltremare che rimangono nel paese ospitante per essere riutilizzate in vista di future visite. Ogni veicolo prima di essere utilizzato dal papa viene sempre regolarmente ispezionato da un reparto speciale delle Guardie Svizzere.

## Le altre vetture del Vaticano
Alle vetture già citate si aggiungono altri veicoli donati al pontefice, dei quali può servirsi in contesti non ufficiali:
- Renault Kangoo Z.E. Maxi, in servizio a Castel Gandolfo[16];
- Piaggio Ape Calessino;
- Dr 5[17].
- Opel Ampera ricevuta il 2 giugno 2017[18].

## Vetture del passato

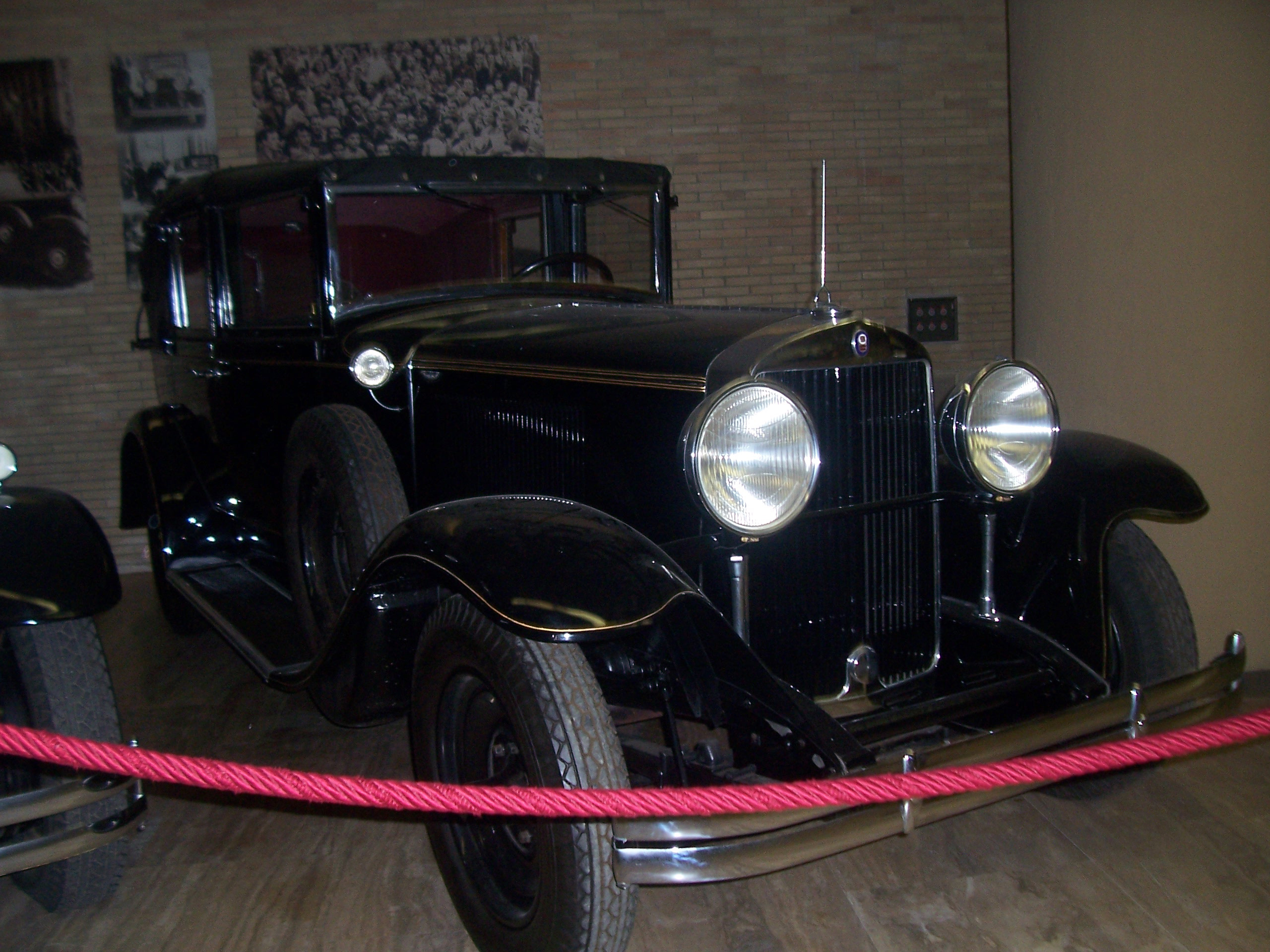
La Graham-Paige 837 di Pio XI esposta al Padiglione delle Carrozze.

Di seguito un elenco di alcune vetture utilizzate dai pontefici nel passato (in corsivo le berline di rappresentanza, in grassetto le papamobili e berline "ufficiali", di proprietà della Santa Sede):
- Itala 20/30 (1909), mai utilizzata;
- Fiat Tipo 2, mai utilizzata;[4]
- Bianchi Tipo 15, donata a papa Pio XI dall'Associazione delle Donne Cattoliche dell'Arcidiocesi di Milano;
- Bianchi Tipo 20 (1929), donata al papa dalla Bianchi, prima fornitrice pontificia di autoveicoli;
- Fiat 525M landaulet (21 marzo 1929), donata al papa da Giovanni Agnelli; alla consegna la vettura fu pilotata fin dentro al cortile del palazzo Apostolico da Felice Nazzaro[19];
- Isotta Fraschini Tipo 8A carrozzata Sala, dono dell'Automobile Club di Milano per festeggiare la firma del Concordato, venne portata a Roma in una sorta di "pellegrinaggio automobilistico" cui parteciparono 150 autovetture con a bordo 600 devoti milanesi e consegnata a Pio XI il 1º maggio 1929;
- Graham-Paige 837 landaulet (22 dicembre 1929), utilizzata da papa Pio XI per recarsi a celebrare messa nella Basilica di San Giovanni in Laterano, rompendo la prigionia volontaria dei pontefici nelle mura vaticane; utilizzata anche da Pio XII per recarsi a visitare il quartiere di San Lorenzo, duramente colpito dai bombardamenti statunitensi[20];
- Citroën AC6 Lictoria Sex (9 giugno 1930), donata al papa in occasione del suo giubileo sacerdotale; realizzata dagli operai milanesi della Citroën Italiana secondo i canoni della berlina papale di Gran Gala: era, infatti, dotata di trono con suppedaneo, colomba in oro sotto il soffitto, a simboleggiare la discesa dello Spirito Santo sul papa, ed era rivestita con tessuti damascati[21]; ad accentuare l'unicità di questa vettura vi è il fatto che essa è stata l'unica ad essere intestata non alla Santa Sede, bensì direttamente al papa; il suo utilizzo è stato limitato dal fatto che le Citroën prodotte in Italia, su richiesta di Benito Mussolini, presentavano come marchio il littorio fascista; la Lictoria Sex era anche dotata di un innovativo sistema di riscaldamento a carbonella e di pulsantiera per la comunicazione fra il papa e l'autista[22];

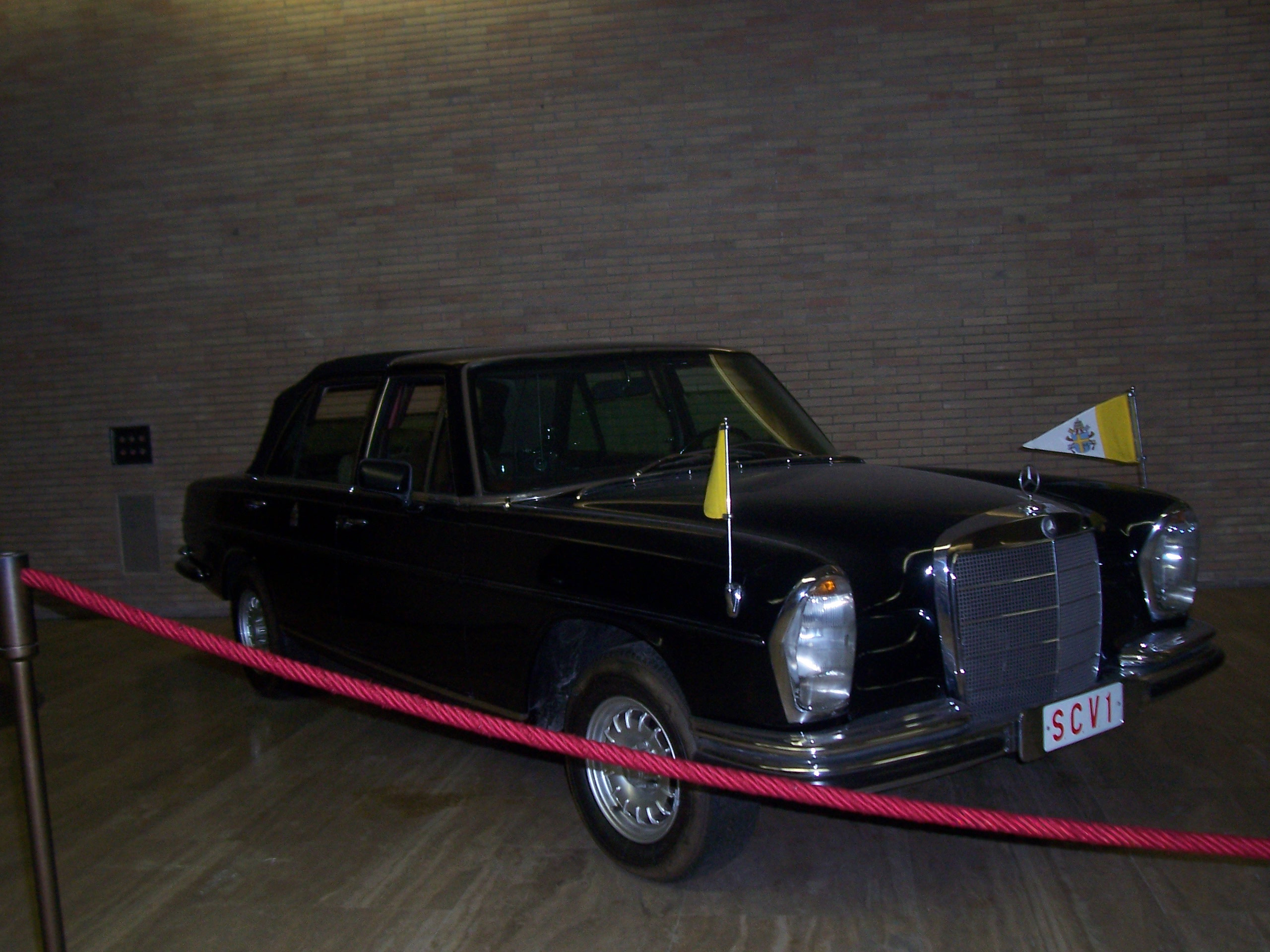
La Mercedes-Benz 300 SEL landaulet utilizzata da Paolo VI, Giovanni Paolo I e Giovanni Paolo II.

- Mercedes-Benz 460 Nürburg landaulet (14 novembre 1930); prima Mercedes pontificia;
- Mercedes-Benz 290;
- Cadillac 75 (settembre 1947);
- Cadillac 49 (settembre 1947);
- Chrysler Imperial (1954), utilizzata da Pio XII e Giovanni XXIII;
- Fiat 2100 (11 marzo 1959); donata dalla FIAT a Giovanni XXIII e mai utilizzata; papa Roncalli la regalò a monsignor Pietro Iotti, il quale la conservò sino al 2000: in quell'anno, in occasione del Giubileo, questi la mise a disposizione per far visitare i Giardini Vaticani a gruppi di persone disabili;
- Citroën DS19 Prestige (25 novembre 1959), donata a Giovanni XXIII dalla Citroën in occasione del suo 78º compleanno; mai utilizzata;
- Mercedes-Benz 300 D landaulet (17 settembre 1960);
- Lincoln Continental landaulet (1964), utilizzata da Paolo VI durante la sua visita a New York del 1965 e durante il viaggio in Colombia del 1968; in seguito, debitamente modificata, è stata anche una delle vetture che trasportavano gli astronauti del programma Apollo fino alle rampe di lancio delle astronavi in partenza dalla Terra[23];
- Mercedes-Benz 600 Landaulet (1965), versione su commissione per Paolo VI a passo lungo e 4 porte, che si distinse per le porte posteriori di dimensioni maggiori, per favorire l'accesso a bordo;
- Mercedes-Benz 300 SEL landaulet (1966);
- Mercedes-Benz 300 SEL Pullman (1967);
- Citroën SM (1974);
- Toyota Land Cruiser torpedo (1976), utilizzata da Paolo VI e da Giovanni Paolo II soprattutto in piazza San Pietro;

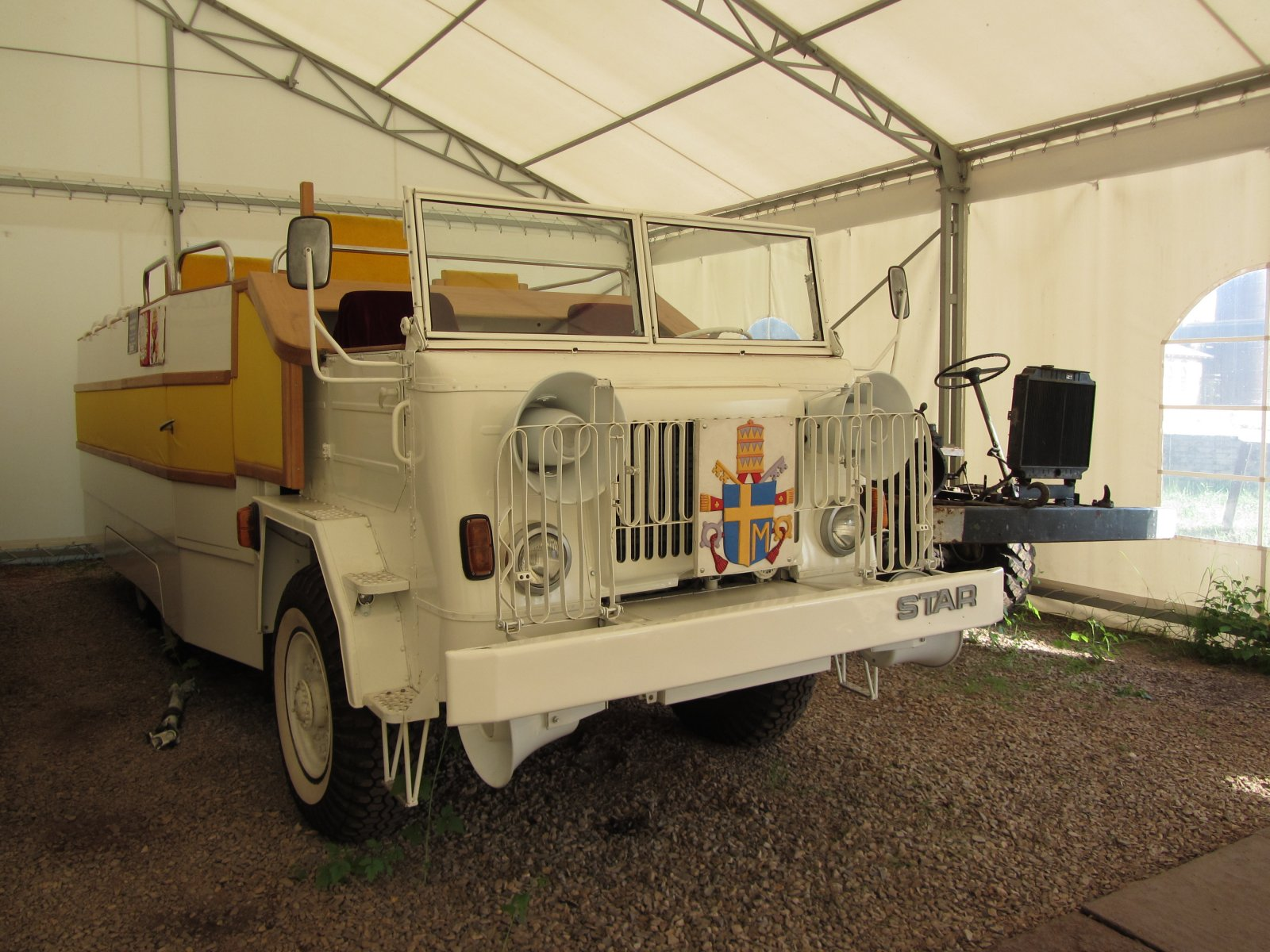
STAR 660 M2 La papamobile utilizzata da Giovanni Paolo II durante il suo primo viaggio apostolico in Polonia del 1979, realizzata sulla base di un FSC STAR 660

- FSC Star 660 (1979), capace di raggiungere appena i 6 km/h, utilizzato da papa Giovanni Paolo II quando si recò nel suo paese natale;
- Ford D-Series (1979), utilizzato durante la visita in Irlanda;
- Fiat 1107 Nuova Campagnola (1980), donata al papa dalla FIAT in occasione della sua visita a Torino, rimasta in servizio fino al 2007 (vedi sezione dedicata);
- Peugeot 504 (1980), utilizzata durante la visita in Francia;
- Mercedes-Benz 230 G (1980), donata al papa dalla Mercedes-Benz in occasione della sua visita in Germania ed entrata a far parte del parco veicoli vaticano; particolarmente rilevante per essere stata la prima ad adottare il design consueto con la cabina posteriore rialzata, in plexiglas in origine, sostituita con una nuova in vetro antiproiettile a seguito dell'attentato a Giovanni Paolo II[24]; rimasta in servizio fino al 2002;
- Range Rover blindata (1982), utilizzata per la visita nel Regno Unito;
- Leyland 24-15 blindato (1982), imponente autocarro del peso di 24 tonnellate, utilizzato anch'esso nel corso della visita al Regno Unito;
- Ford F-350 (1982) utilizzato per la visita in Argentina;

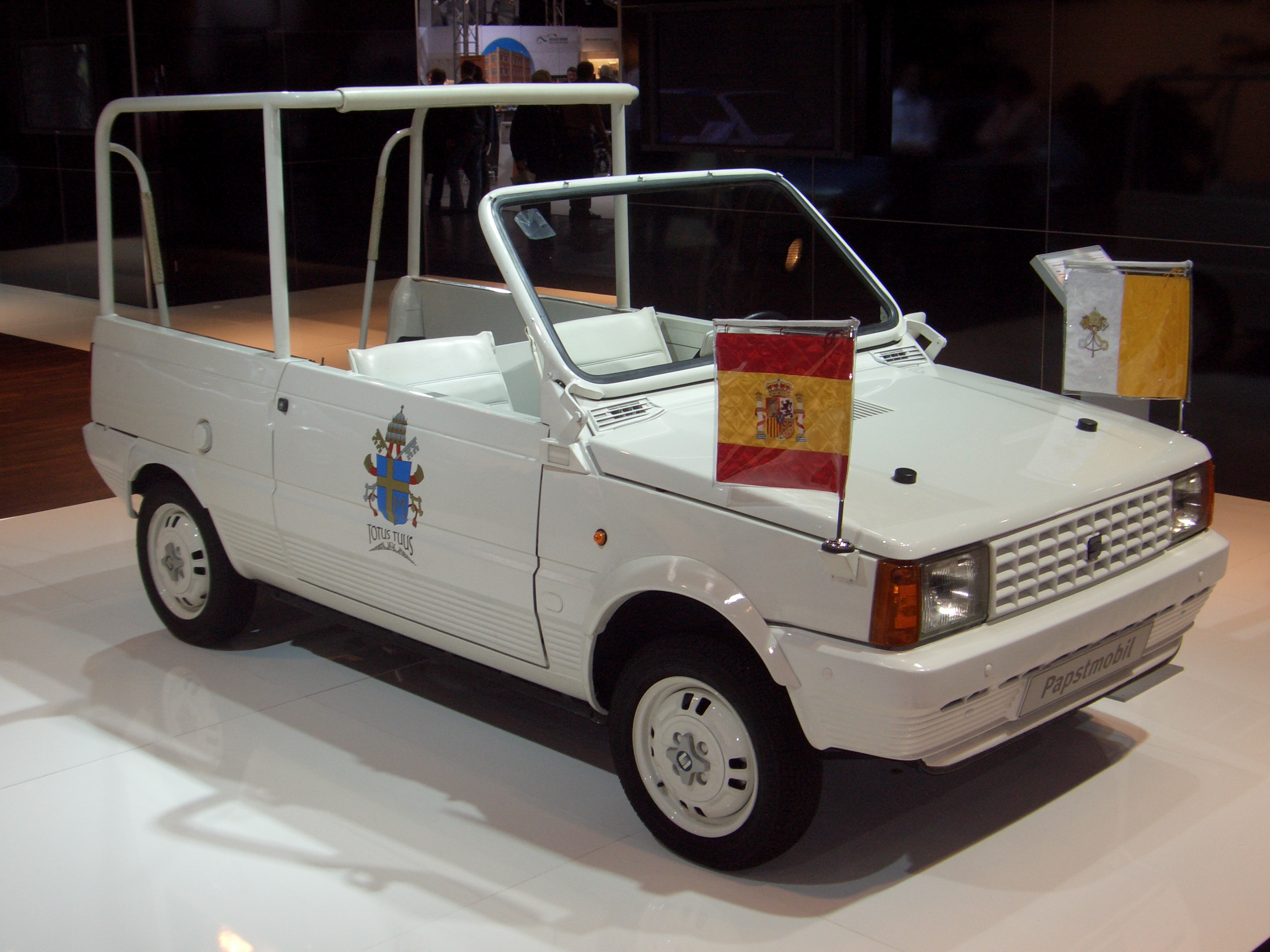
La SEAT Panda della visita in Spagna del 1982.

- SEAT Panda (1982), utilizzata per la visita in Spagna;
- Land Rover 110 blindata, entrata nel parco veicoli vaticano; rimasta in servizio fino al 2002;
- Chevrolet C-10 (1983), utilizzato una prima volta per la visita del papa in Costa Rica, recuperato per la visita in Guatemala del 1996;
- Alfa Romeo Alfa 6 (1983), utilizzata in occasione del 20º Congresso Eucaristico di Milano[25];
- GMC Sierra blindato, allestito dalla Thibault Fire Engine Company (1984), utilizzato per la visita in Canada e per la visita a Cuba del 1998. Dopo la visita in Canada il veicolo fu donato alla Santa Sede e ancora oggi si trova nell'Autoparco della Città del Vaticano. È stato recentemente usato, il 19 giugno 2014 e il 4 giugno 2015, per trasportare una statua sacra nell'ambito di una processione dalla basilica di San Giovanni in Laterano alla basilica di Santa Maria Maggiore;
- Mercedes-Benz 500 SEL blindata (1985), prima berlina papale totalmente blindata;
- Renault Espace (1986), utilizzata durante la visita in Francia[26];
- Mercedes-Benz 608 (1987), utilizzato per la visita in Cile;
- Ferrari Mondial cabriolet (1988), utilizzata da papa Wojtyla per percorrere il circuito di Fiorano in occasione della sua visita agli stabilimenti Ferrari di Maranello[27]; la vettura fu approntata al momento su esplicita richiesta del papa, in luogo della tradizionale papamobile blindata che era già predisposta presso il tracciato[28];
- Peugeot 504 (1988), utilizzata per la visita a Lione;
- Peugeot 405, utilizzata in Paraguay da Giovanni Paolo II nel 1988 e nuovamente, nel 2015, da papa Francesco;
- UNM Alter (1991), allestito per la visita in Portogallo;
- Ford F-150 (1996), utilizzato durante la visita in Guatemala;
- Mercedes-Benz S500 (1997), in allestimento speciale landaulet[15];

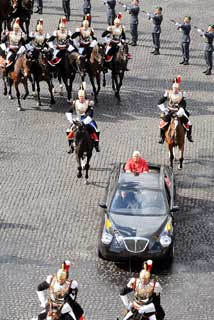
Papa Benedetto XVI a bordo della Lancia Giubileo durante la sua visita al Quirinale

- Un particolare autobus[29] utilizzato da papa Giovanni Paolo II in Messico nel 1999;
- Lancia Giubileo del 2000, esemplare unico, una via di mezzo fra la concept Dialogos del 1997 e la Thesis di serie del 2001[30], da cui è immediatamente distinguibile perché priva di targa anteriore;
- Mercedes-Benz ML 430 blindata (giugno 2002), donata alla Santa Sede dalla Mercedes-Benz in sostituzione della datata 230 G; in servizio fino al 2012; prima papamobile ad adottare la targa SCV 1, fino ad allora riservata alle berline di rappresentanza[15];
- Mercedes-Benz S500 (2004)[15];
- Volkswagen Maggiolino (2004), ultimo esemplare prodotto della celebre utilitaria, donato a Giovanni Paolo II; mai utilizzato[31];
- Mercedes-Benz Classe S serie W221 (2008)[15];
- Maserati Quattroporte 4.7 V8 S (2010), utilizzata da Benedetto XVI durante la sua visita a Torino[15];
- Golf cart Focaccia (2011), per la visita di Benedetto XVI a Venezia[32];
- Mercedes-Benz Classe S serie W221 (2013), aggiornata seguendo il restyling subito dal modello nel 2010[15];

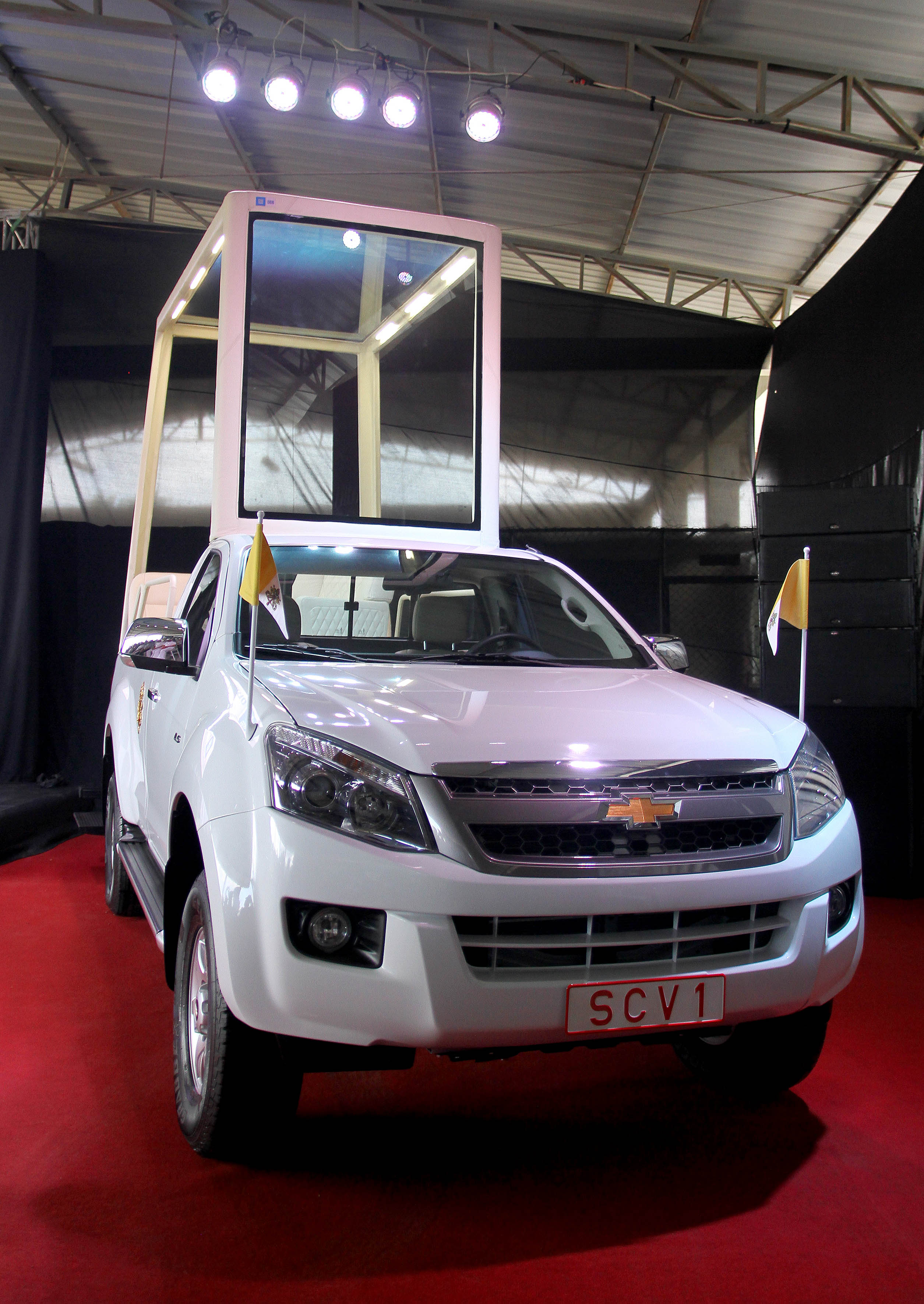
Chevrolet Colorado utilizzato durante la visita in Ecuador nel 2015.

- Volkswagen Phaeton (2013), targata CV 03698, donata a Benedetto XVI nel 2006[33], ma utilizzata come vettura papale solo nel 2013 da Papa Francesco[10];
- Fiat 1107 Nuova Campagnola (2013), targata MI 08126E, della stessa serie di quella in servizio dal 1980 al 2007, utilizzata da papa Francesco in occasione della sua visita a Lampedusa[34].
- Fiat Idea (2013), dotata di targhe SCV 1, utilizzata da papa Francesco per brevi spostamenti durante la XXVIII Giornata Mondiale della Gioventù, a Rio de Janeiro.[3][6][35][36][37][38][39]
- Kia Soul (2014), targata SCV1, utilizzata da papa Francesco durante la sua visita in Corea del Sud;
- Hyundai Santa Fe (2014), targata SCV 1, utilizzata da papa Francesco durante la sua visita in Corea del Sud; donata alla Santa Sede, è stata utilizzata il 3 giugno 2015 durante l'udienza in Piazza San Pietro, poiché la Mercedes-Benz G 500 abitualmente utilizzata in queste occasioni era già stata spedita a Sarajevo, dove il papa si sarebbe prossimamente recato;
- Jeepney (2015), targata SCV 1, utilizzata da papa Francesco durante la sua visita nelle Filippine;
- Isuzu D-Max (2015), targata SCV 1, utilizzata da papa Francesco durante la sua visita nelle Filippine;
- Jeep Wrangler JK (2015), utilizzata da papa Francesco durante la sua visita in Ecuador;
- Chevrolet Colorado (2015), utilizzata da papa Francesco durante la visita in Ecuador;
- Peugeot Hoggar (2015), papamobile bianca targata SCV 1 utilizzata da papa Francesco nella sua visita a Cuba;
- Jeep Wrangler JK, papamobile bianca targata SCV 1, utilizzata da papa Francesco durante la sua visita negli Stati Uniti d'America;
- Fiat 500L (2015), auto di rappresentanza scura targata SCV 1, utilizzata da papa Francesco durante la sua visita negli Stati Uniti d'America.
- Dodge RAM 1500 (2016), Papamobile bianca targata "SCV 1", utilizzata da papa Francesco, durante la sua visita in Messico.

### La Fiat 1107 Nuova Campagnola

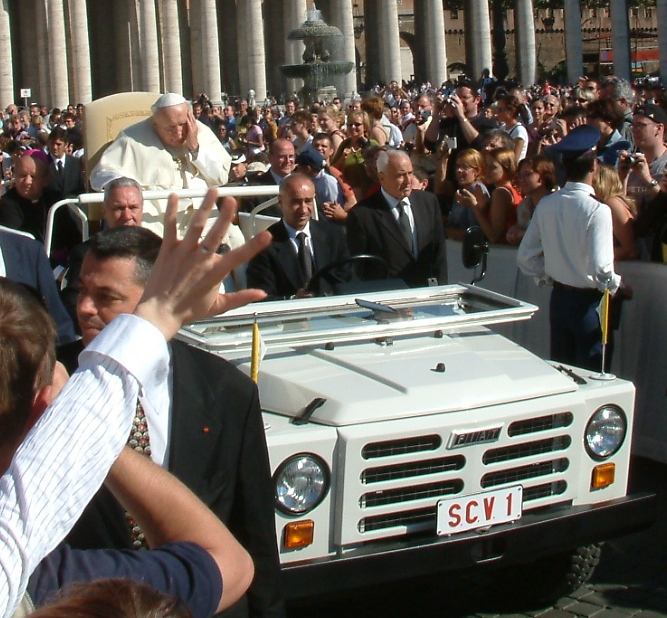
Giovanni Paolo II a bordo della Campagnola il 28 settembre 2004.

Merita un posto di rilievo fra le papamobili la FIAT 1107 Nuova Campagnola torpedo donata a Giovanni Paolo II dai dirigenti e dai lavoratori della FIAT il 13 aprile 1980, in occasione della visita del papa a Torino. La vettura, prelevata dalla catena di montaggio, fu allestita in appena una settimana e spedita in Vaticano. Qui venne sottoposta ad ulteriori modifiche, di minore entità rispetto a quelle effettuate a Torino, e il 12 maggio 1980 fu immatricolata nei registri vaticani con la targa SCV 3. Venne utilizzata soprattutto per le celebrazioni e udienze generali in piazza San Pietro, affiancando in principio la Toyota Land Cruiser SCV 2 di Paolo VI, per poi sostituirla definitivamente. Giovanni Paolo II, come si è detto, si trovava proprio a bordo della Campagnola quando subì l'attentato del 13 maggio 1981. La vettura, per volere del papa, rimase in servizio anche in seguito a questo evento, nonostante il parere contrario dei responsabili della sua sicurezza, in quanto consentiva un maggiore contatto con i fedeli. Nell'estate del 2004 la Campagnola fu ritargata: le targhe SCV 3 lasciarono il posto alle nuove targhe SCV 1, sul modello di quelle della berlina di rappresentanza. L'ultima apparizione pubblica della fuoristrada FIAT, durante il pontificato di Benedetto XVI, avvenne nel corso dell'udienza generale del 7 novembre 2007. In seguito a questa data la vettura è rimasta nei locali dell'autoparco vaticano fino al 2012: a partire dal 16 ottobre di quell'anno, infatti, è esposta all'interno del Padiglione delle Carrozze, nei Musei Vaticani.
Nel 2013 un'altra 1107 Nuova Campagnola ha prestato servizio come papamobile: si trattava di una vettura di serie, di colore beige, targata MI 08126E, di proprietà di un milanese residente a Lampedusa e da questi prestata per essere utilizzata in occasione della visita di papa Francesco nell'isola.

### Le vetture dismesse
Le papa mobili e berline ufficiali, una volta dismesse, se non sono donate ad altri musei, vengono esposte nel Padiglione delle Carrozze, all'interno dei Musei Vaticani. Per quanto riguarda le vetture Mercedes-Benz, che sono sempre fornite in due esemplari identici, al termine del servizio un esemplare viene destinato al museo della casa, in base ad un accordo con la Santa Sede.

## Galleria d'immagini

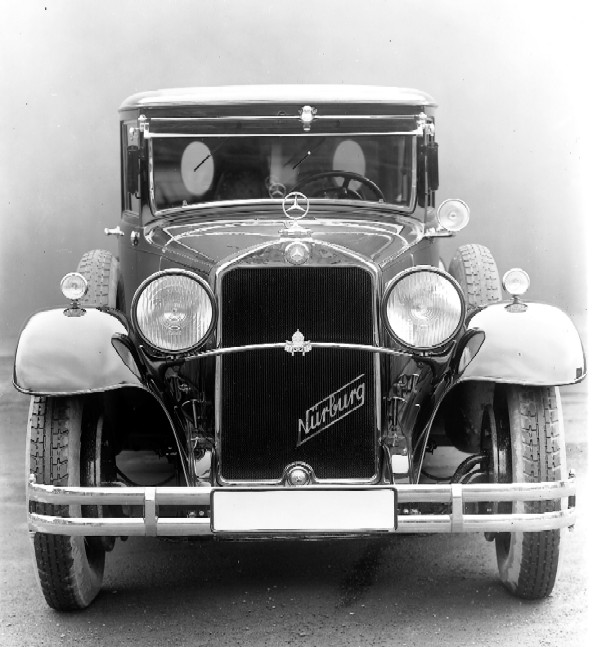
La Mercedes-Benz 460 Nürburg di Pio XI.
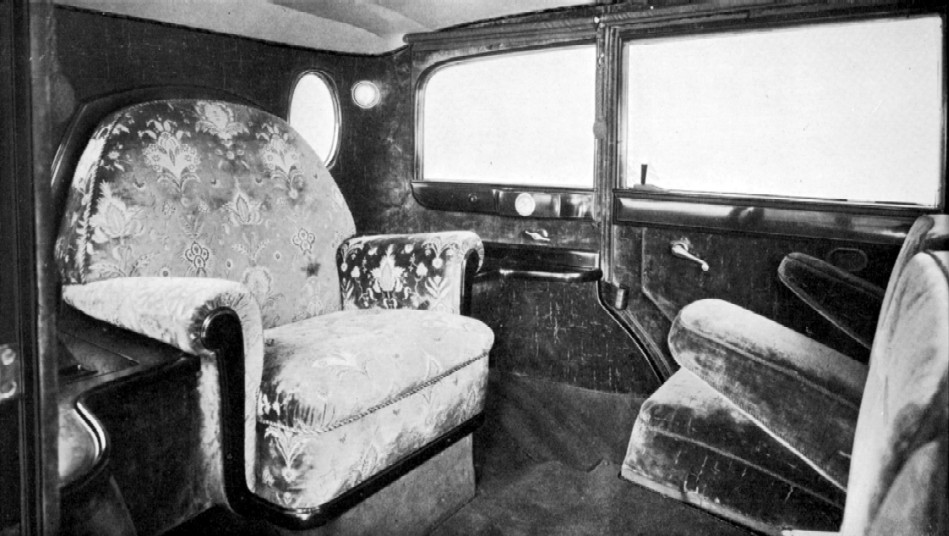
Gli interni della Mercedes-Benz 460 Nürburg di Pio XI.
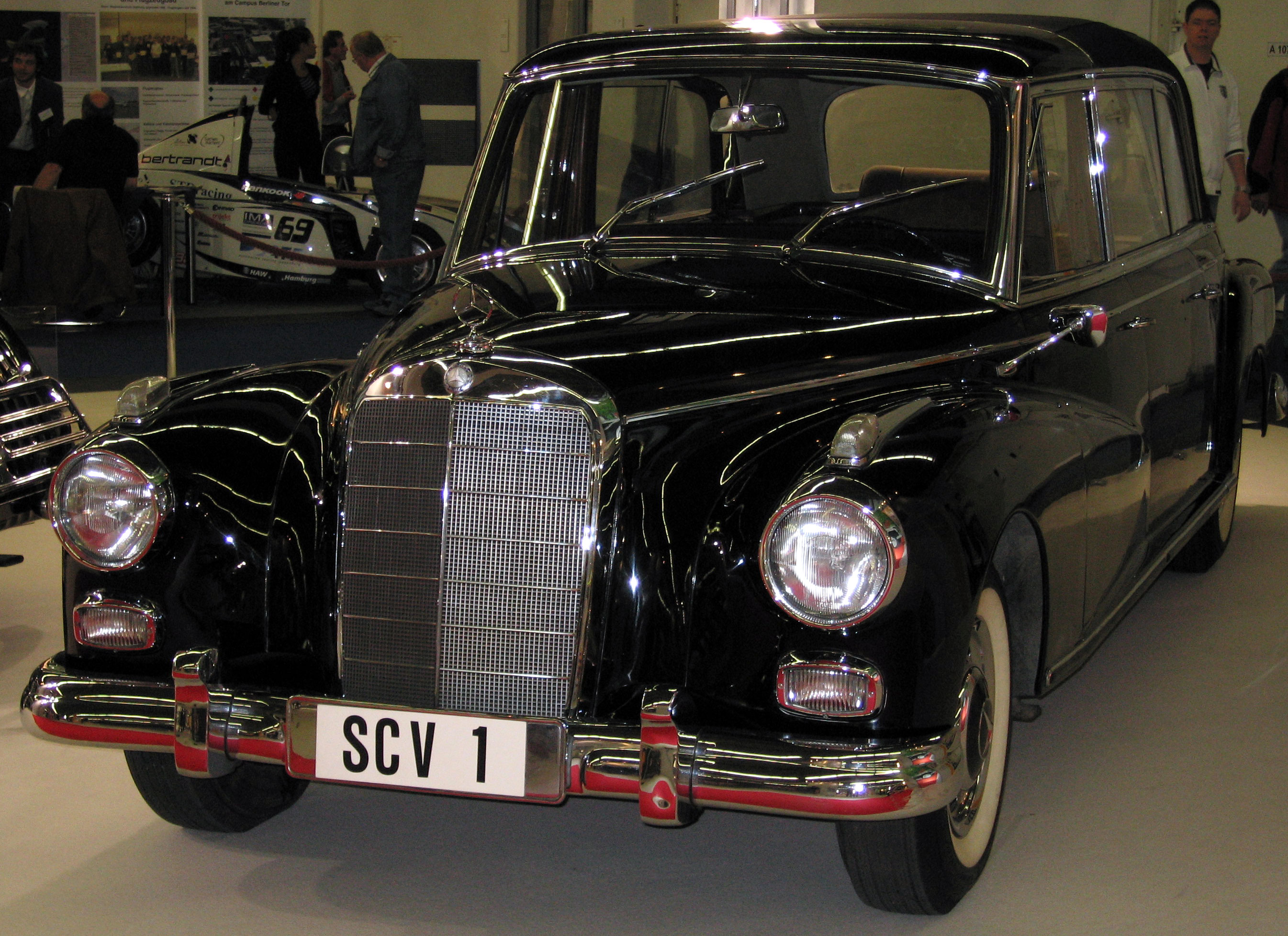
La Mercedes-Benz 300 D di Giovanni XXIII.
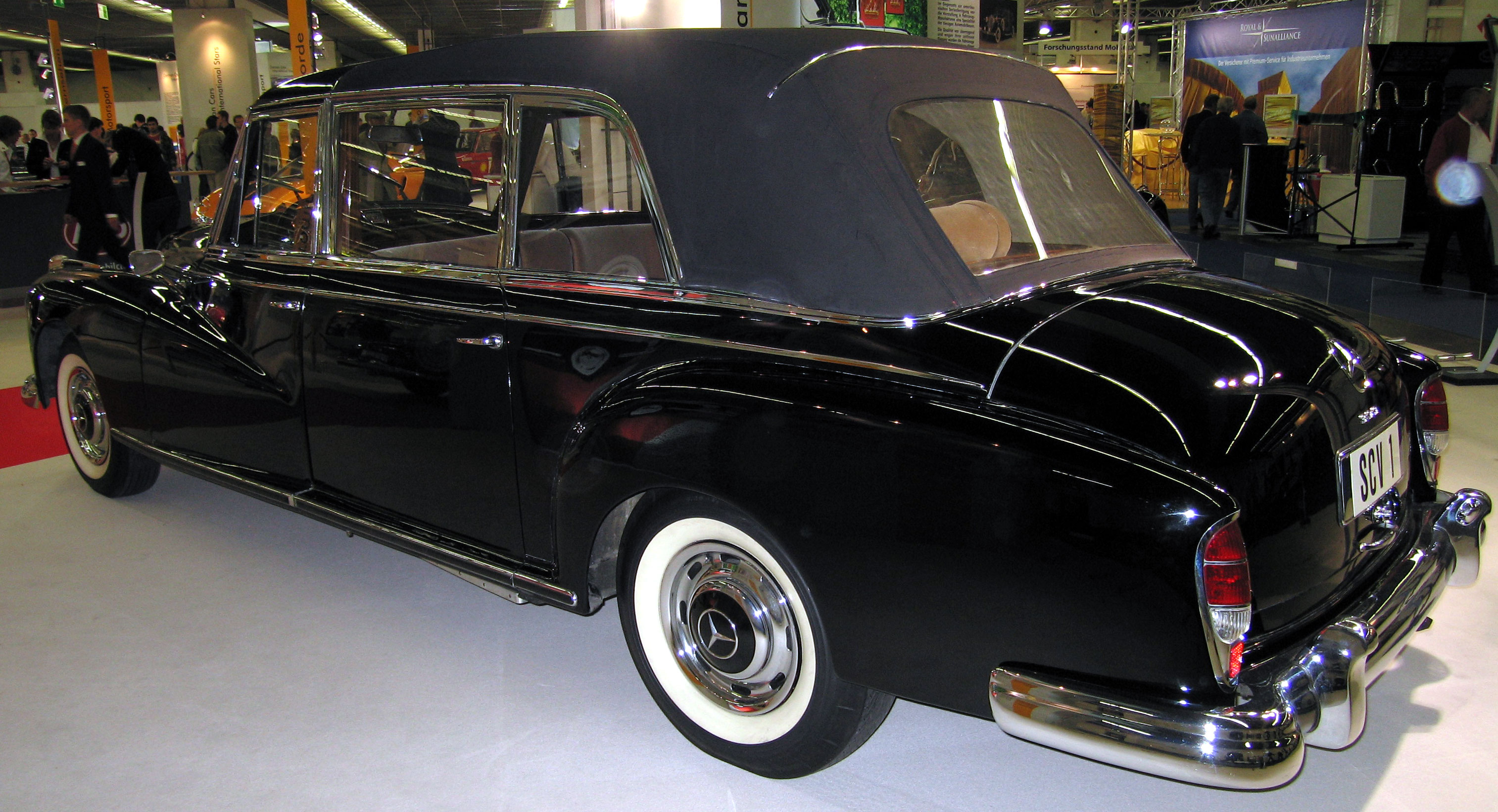
La Mercedes-Benz 300 D di Giovanni XXIII.
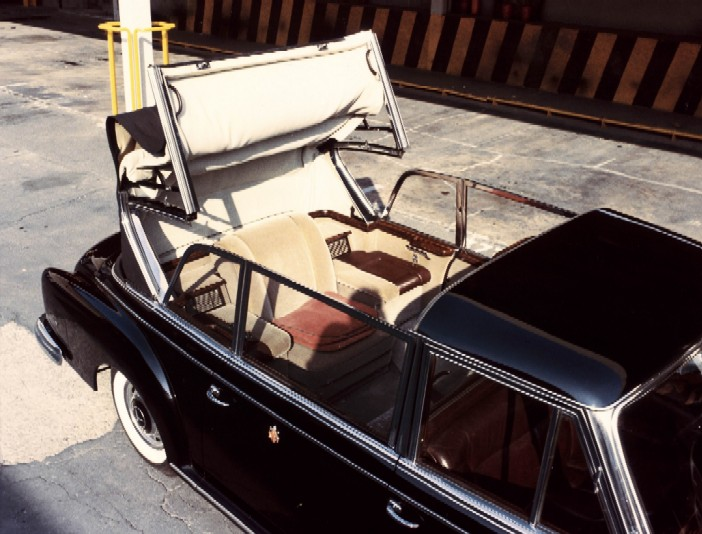
La Mercedes-Benz 300 D di Giovanni XXIII.
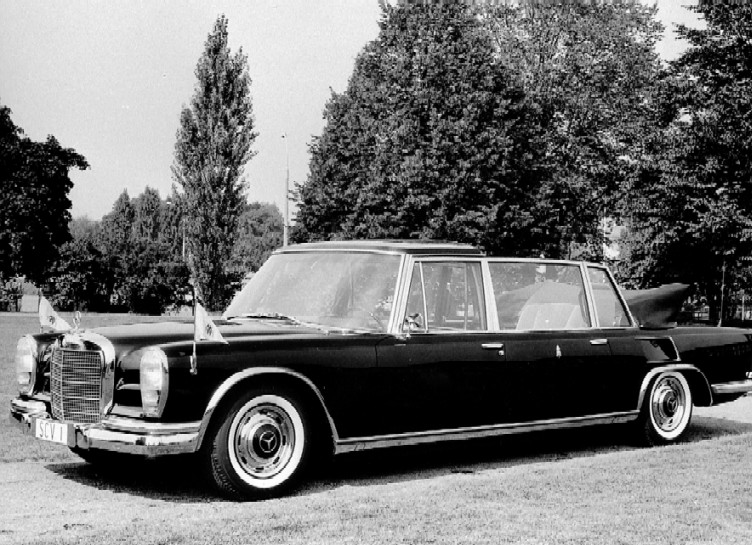
La Mercedes-Benz 600 Landaulet di Paolo VI.
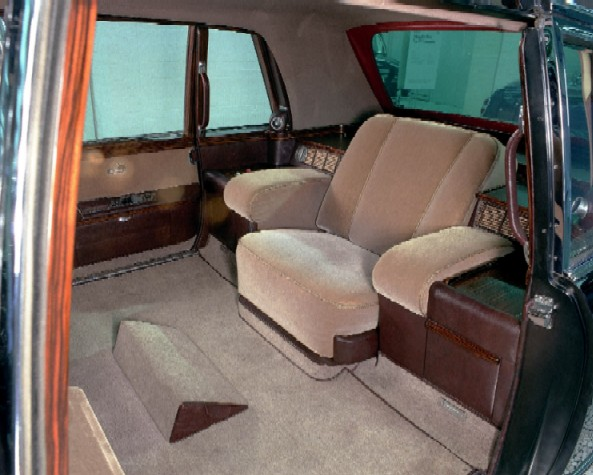
Gli interni della Mercedes-Benz 600 Landaulet di Paolo VI.
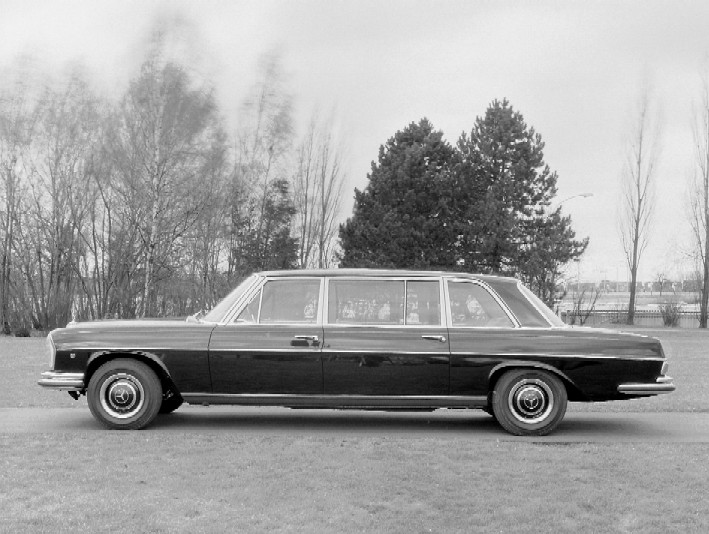
La Mercedes-Benz 300 SEL Pullman.
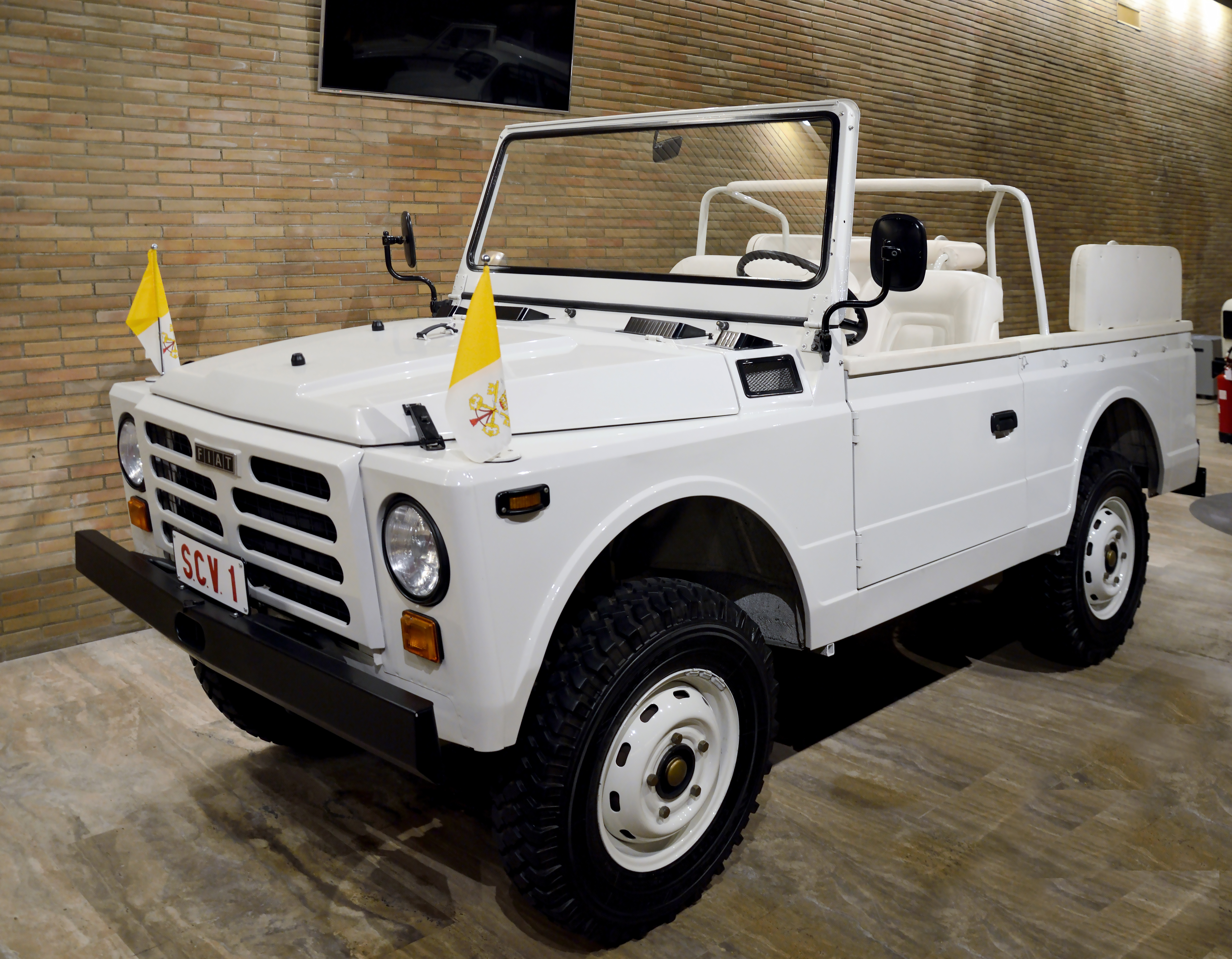
La Fiat 1107 Nuova Campagnola in servizio dal 1980 al 2007.
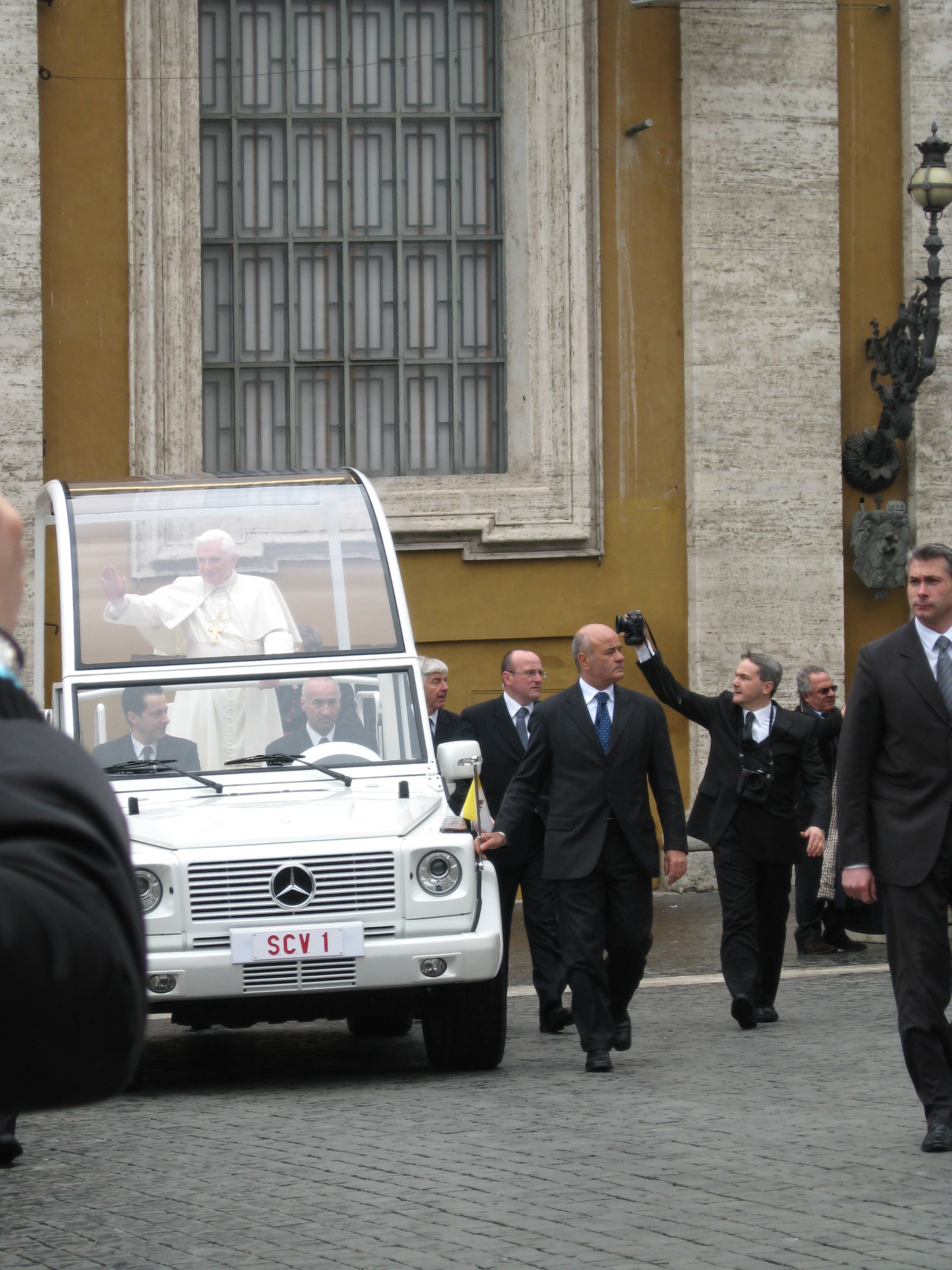
La Mercedes-Benz G 500 (qui con copertura), in servizio dal 2007 al 2024.
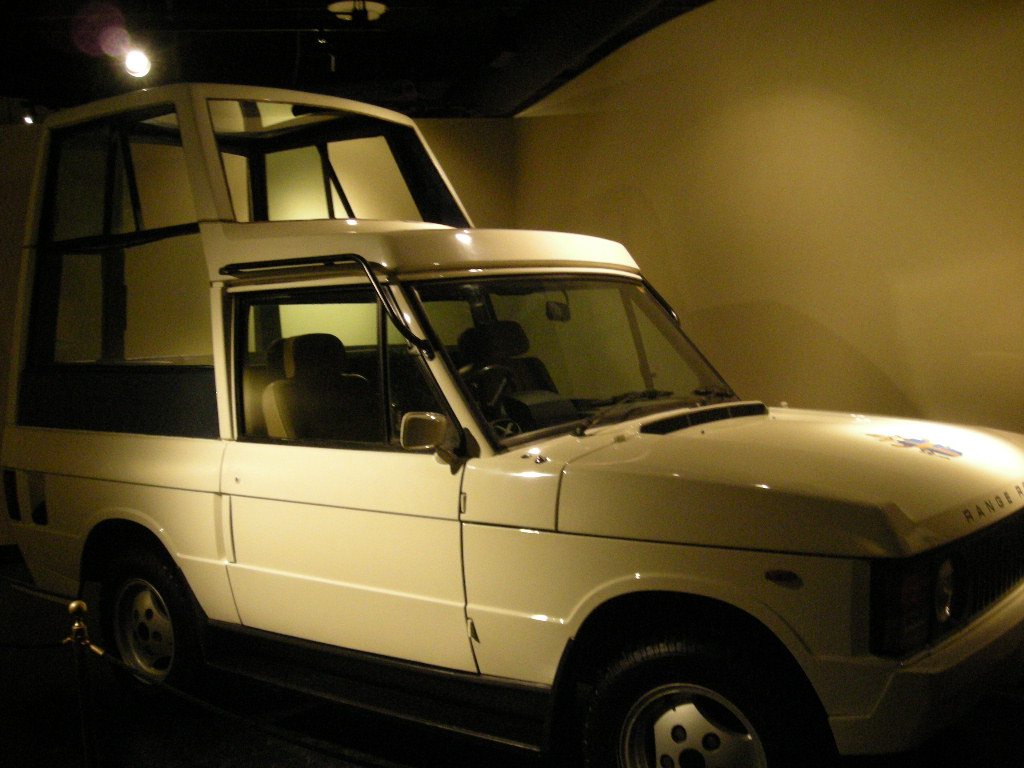
La papamobile Range Rover del 1982.
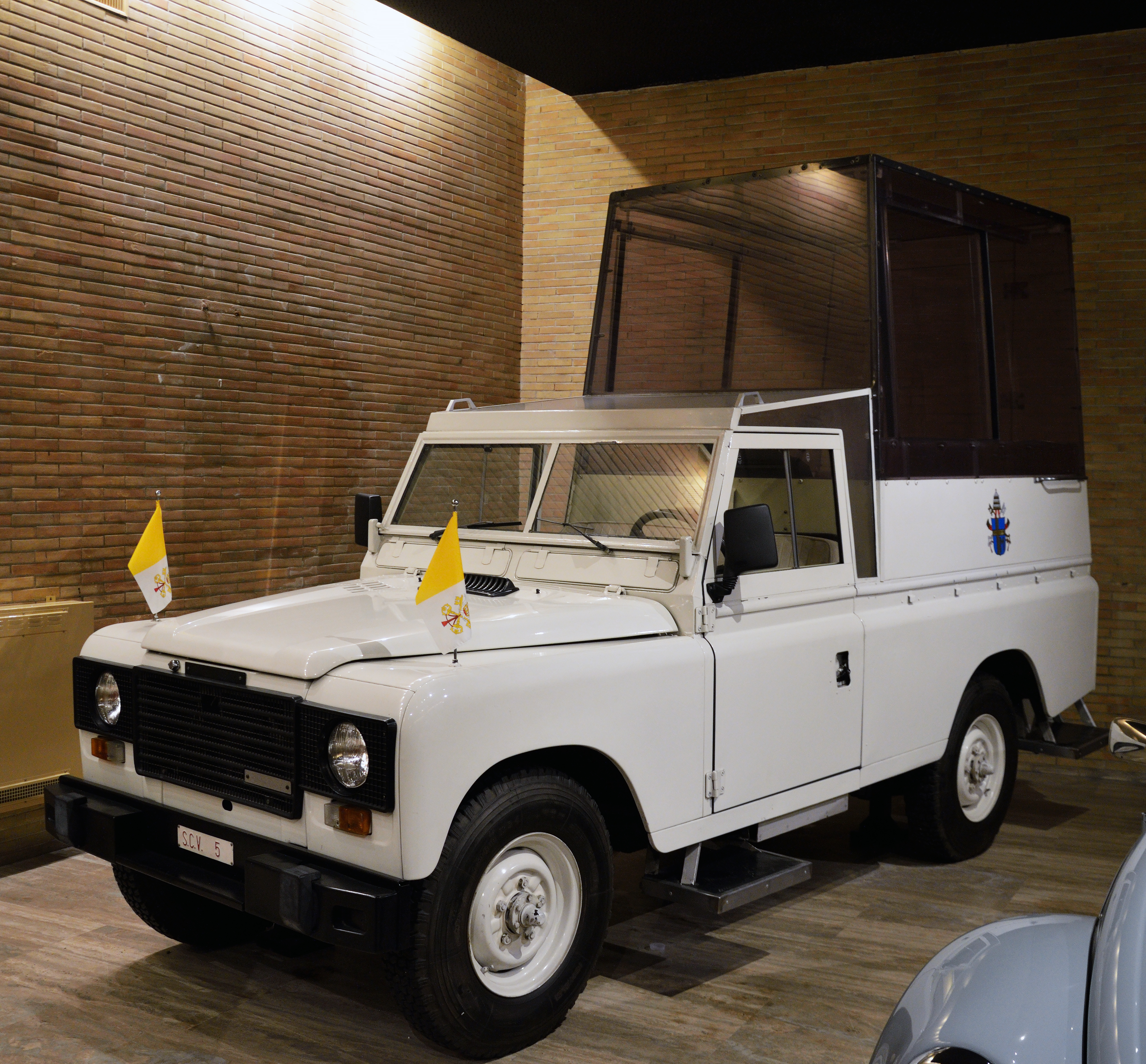
La Land Rover 110 in servizio dai primi anni '80 fino al 2002.
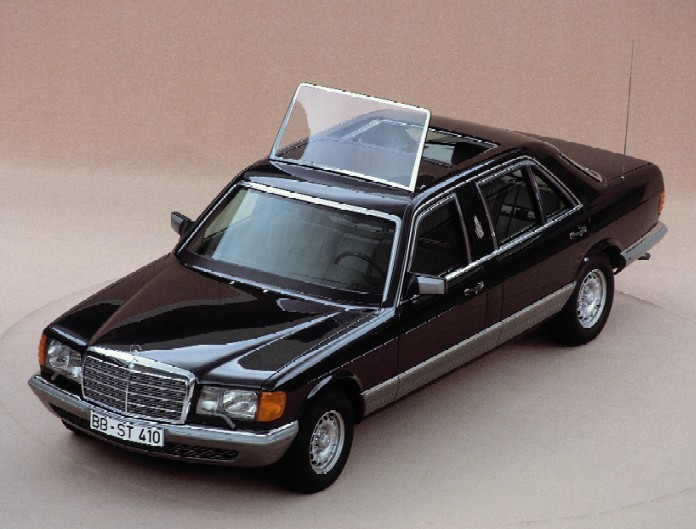
La Mercedes-Benz 500 SEL blindata del 1985.
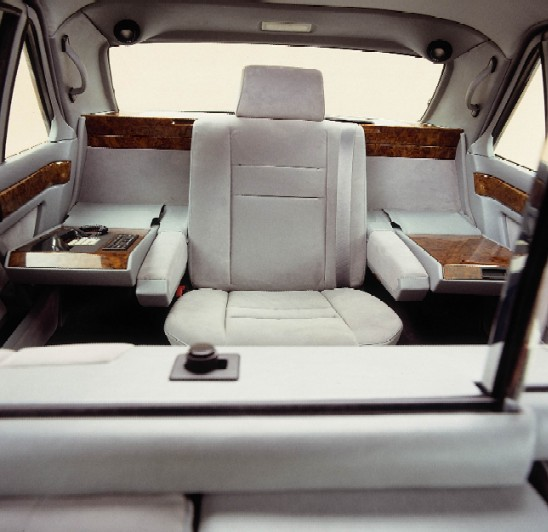
Gli interni della Mercedes-Benz 500 SEL.
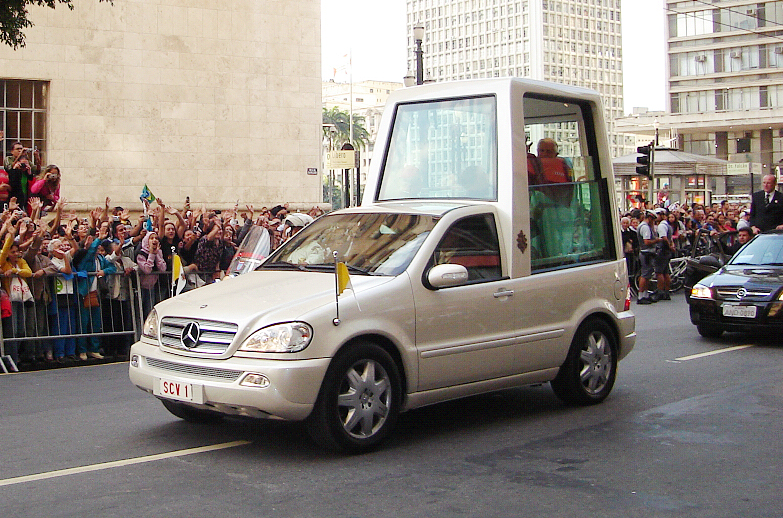
La Mercedes-Benz ML 430 blindata in servizio dal 2002 al 2012.